# هارولد دبليو. بورتون
هارولد دبليو. بورتون (بالإنجليزية: Harold W. Burton)‏ هو مهندس معماري أمريكي، ولد في 23 أكتوبر 1888 في يوتا في الولايات المتحدة، وتوفي في 30 سبتمبر 1969.

## معرض صور

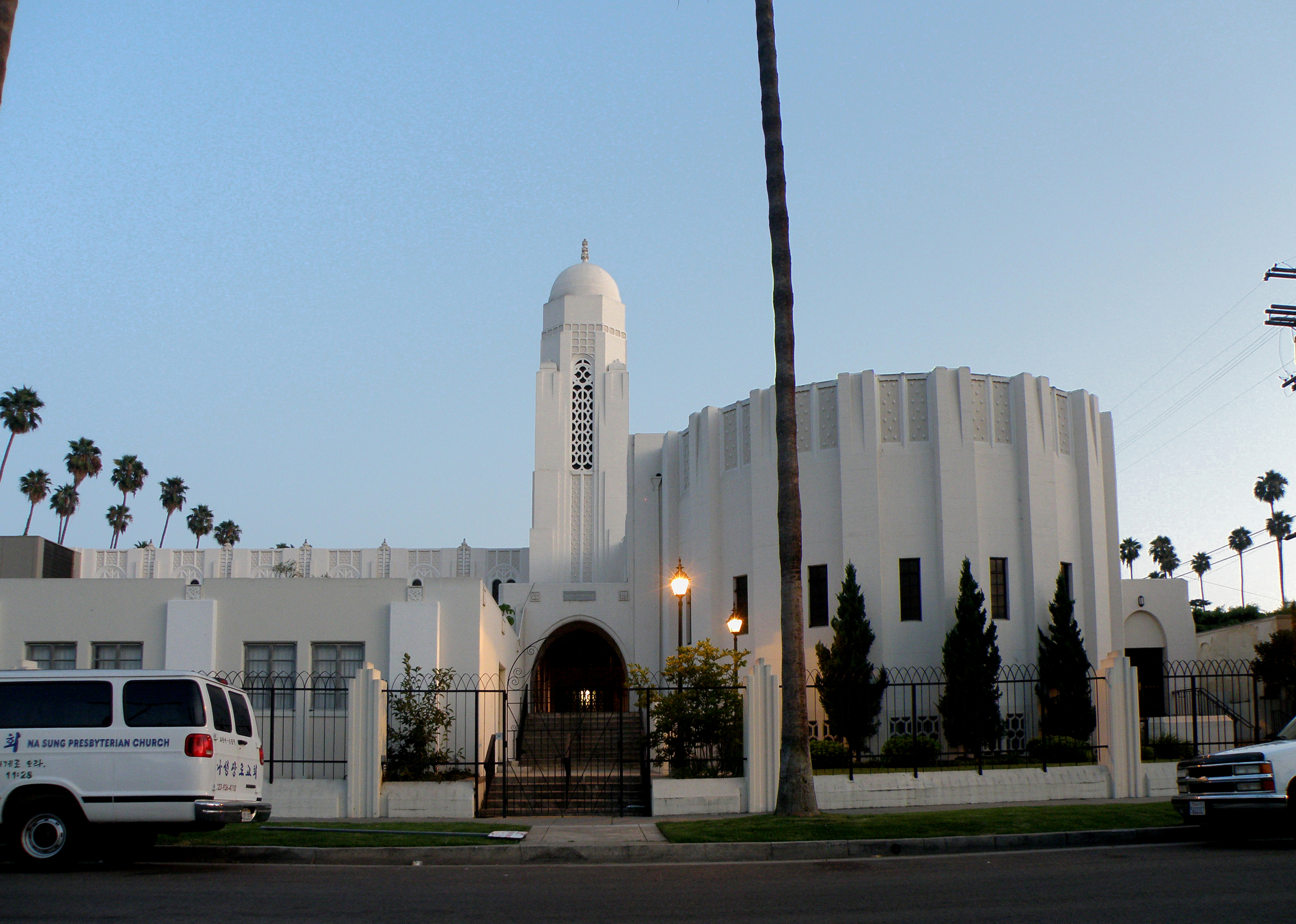
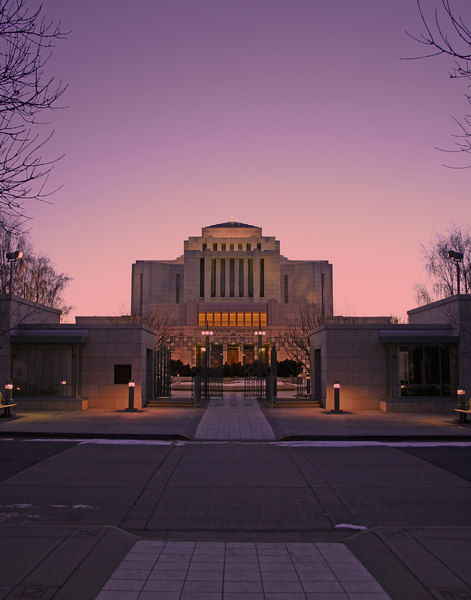
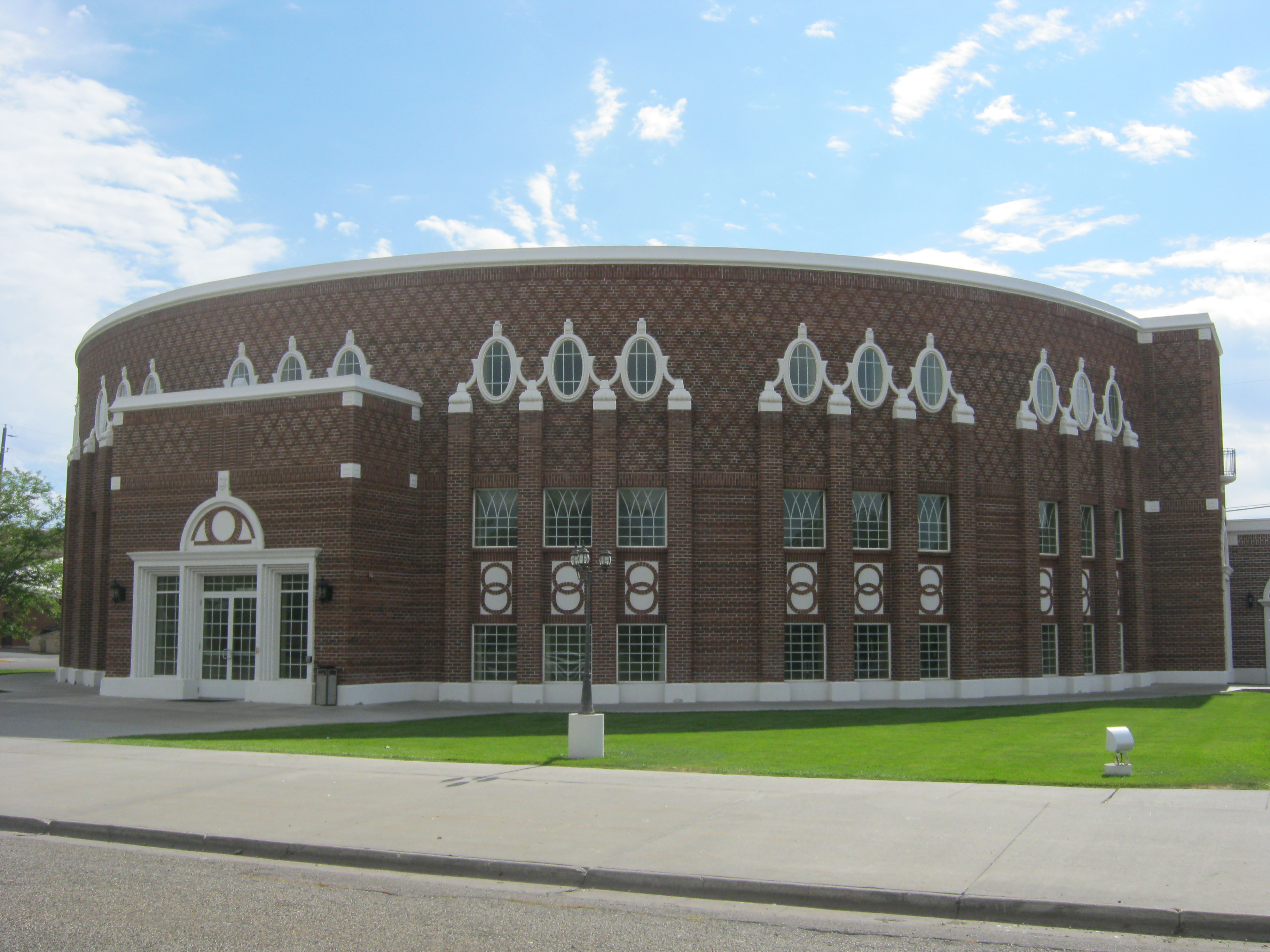
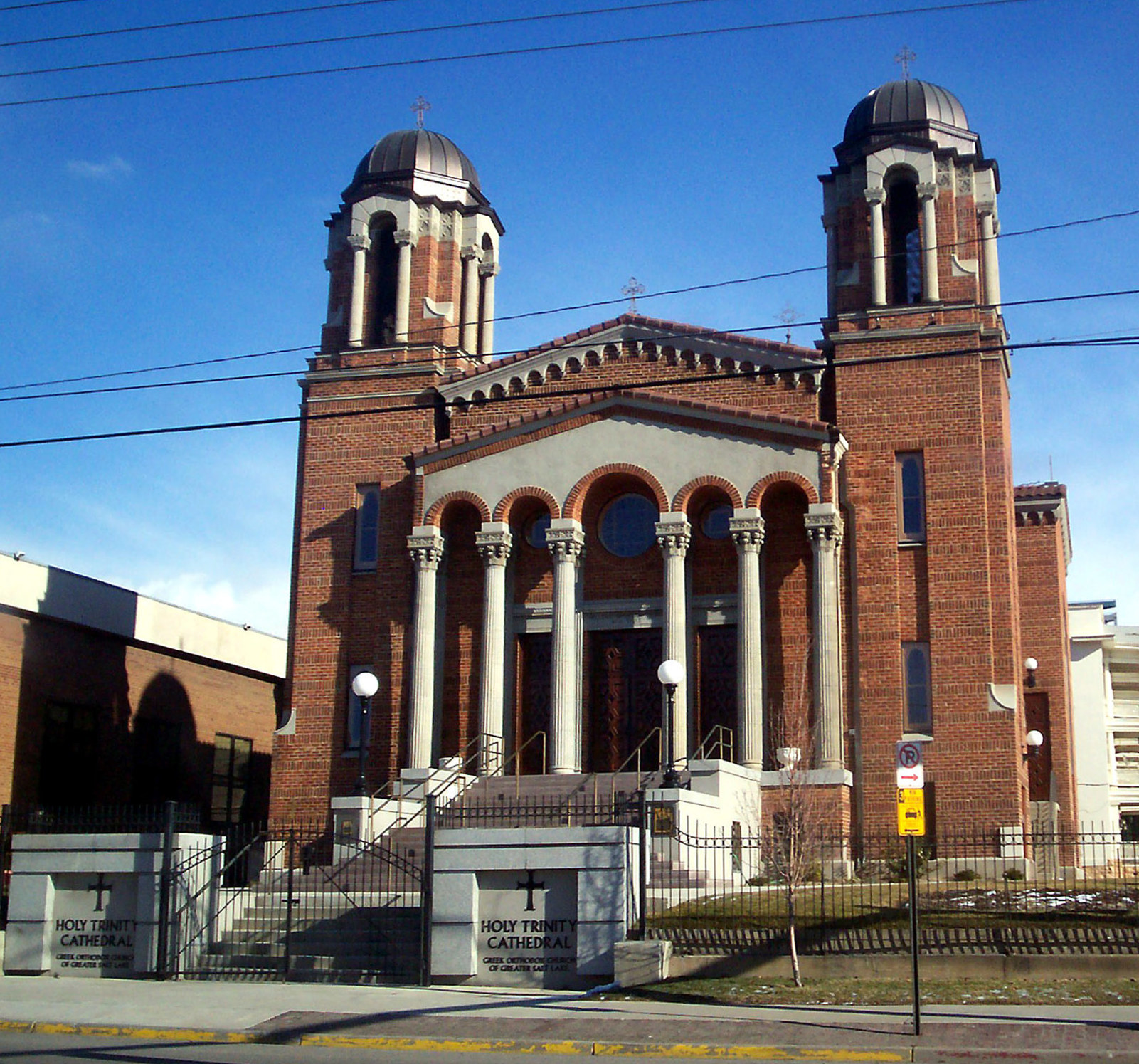
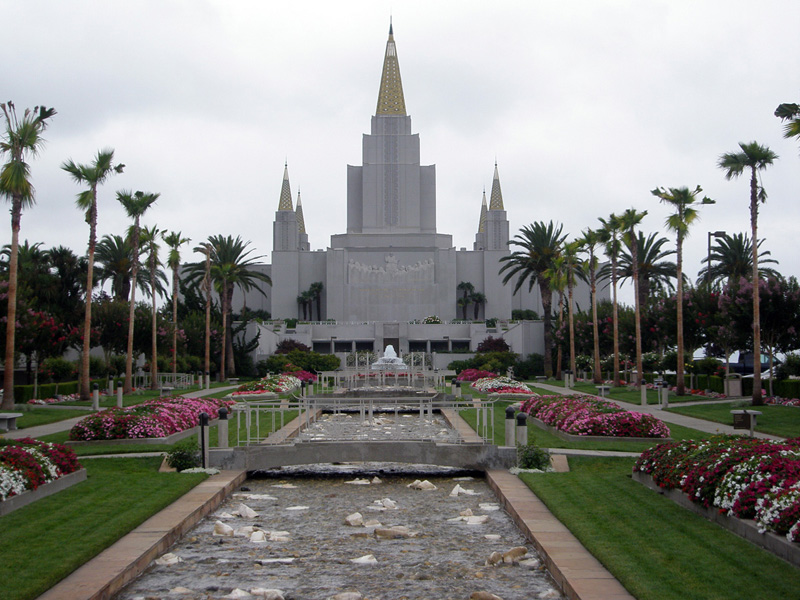
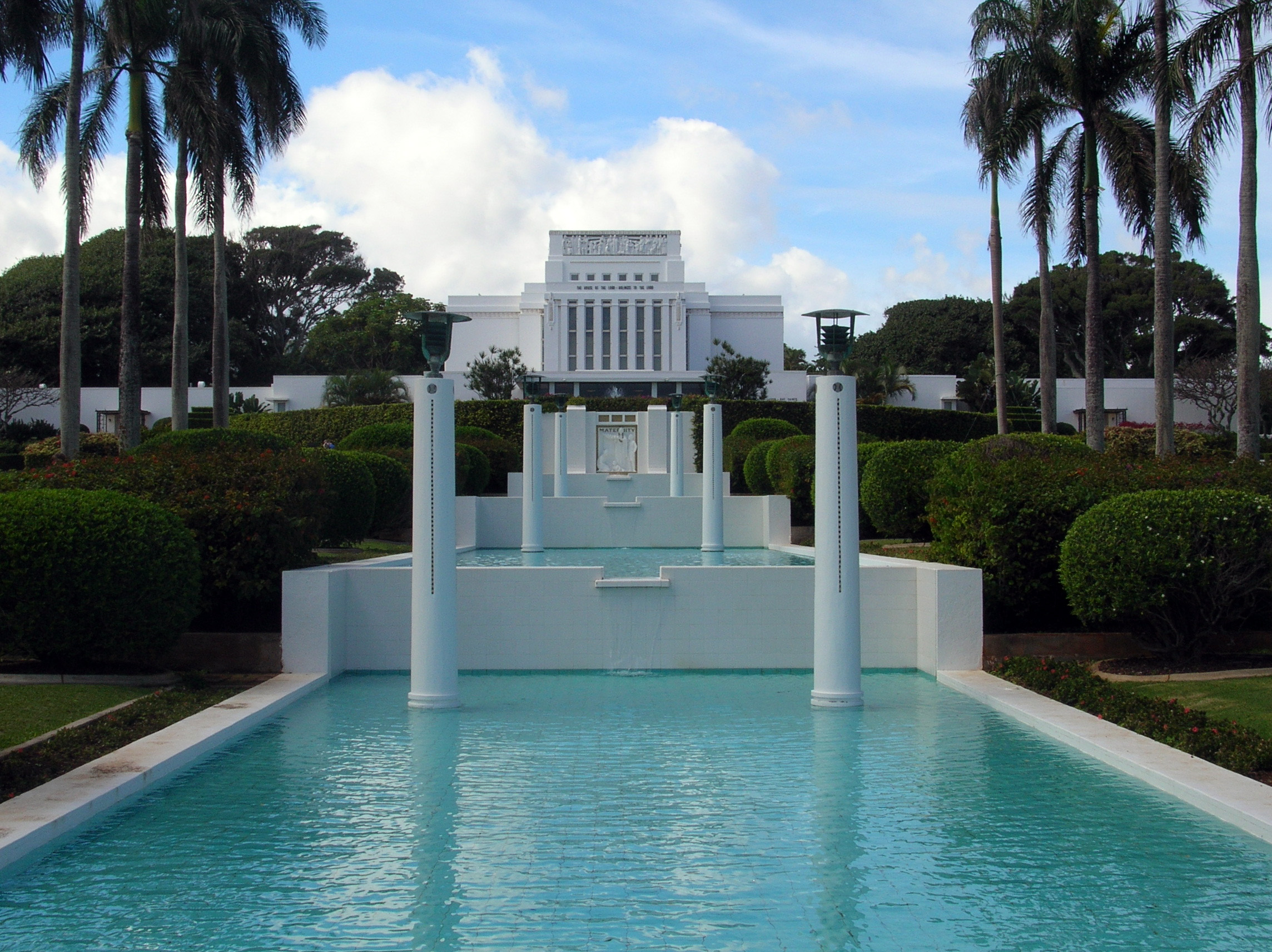